# 多斑無鬚鯰
多斑無鬚鯰，為輻鰭魚綱鯰形目項鰭鯰科的其中一種，為熱帶淡水魚類，分布於南美洲黑河及布蘭科河下游流域，體長可達45公分，棲息在底層水域，生活習性不明。

## 扩展阅读
維基物種上的相關：多斑無鬚鯰